# Земпер, Ганс
Ганс Земпер (нем. Hans Semper; 1845—1920) — австрийский искусствовед. Сын архитектора Готфрида Земпера.
Преподавал историю искусства в Инсбрукском университете. Опубликовал монографии «История тосканской скульптуры» (1869), «Архитекторы Ренессанса» (нем. Architekten der Renaissance; 1880), книгу о Донателло (1870), жизнеописание своего отца (нем. Gottfried Semper, ein Bild seines Lebens und Wirkens; 1880), исследование «Михаэль и Фридрих Пахеры, их круг и их продолжатели: Из истории живописи и скульптуры Тироля в XV и XVI вв.» (нем. Michael und Friedrich Pacher, ihr kreis und ihre nachfolger; zur geschichte der malerei und skulptur des 15. und 16. jahrhunderts in Tirol; 1911).